# Comté de Guthrie
Pour les articles homonymes, voir Guthrie.
Le comté de Guthrie est un comté de l'État de l'Iowa, aux États-Unis.